# Matthew Caws
 (mars 2025).
Si vous disposez d'ouvrages ou d'articles de référence ou si vous connaissez des sites web de qualité traitant du thème abordé ici, merci de compléter l'article en donnant les références utiles à sa vérifiabilité et en les liant à la section « Notes et références ».
 (avril 2025).
Motif : absence de sources secondaires centrées attestant d'une notoriété en dehors du groupe dont il fait partie
- Archive Wikiwix
- Bing
- Cairn
- DuckDuckGo
- E. Universalis
- Gallica
- Google
- G. Books
- G. News
- G. Scholar
- Persée
- Qwant
- (zh) Baidu
- (ru) Yandex
- (wd) trouver des œuvres sur Wikidata

| 1. | Préciser le motif de la pose du bandeau. | Précisez le motif de la pose du bandeau en utilisant la syntaxe suivante : {{admissibilité à vérifier\|date=avril 2025\|motif=remplacez ce texte par le motif}}                   |
| 2. | Informer les utilisateurs concernés.     | Pensez à avertir le créateur de l'article, par exemple, en insérant le code ci-dessous sur sa page de discussion : {{subst:avertissement admissibilité à vérifier\|Matthew Caws}} |

Matthew Caws est un auteur, compositeur et interprète américain, né le 5 août 1967 à New York, fils de Peter Caws et Mary Ann Caws.

Il est le leader du groupe Nada Surf.

## Biographie
Ses parents étant enseignants et francophiles, ceux-ci passent quelques années sabbatiques en France, notamment à Paris et dans le Vaucluse, en Provence. Ceci fait que Matthew acquiert rapidement un niveau de français suffisant pour que, de retour à New York, ses parents l'inscrivent au prestigieux lycée français de New York. Il y rejoint en 1982 ou 1983 le groupe The Cost of Living, formé d'un professeur et de quelques étudiants, dont Daniel Lorca, initiant ainsi une amitié et une collaboration qui se révéleront fructueuses. En réalité, il semble que les chemins de Matthew et Daniel se soient croisés à de nombreuses reprises depuis leur plus tendre enfance, vers 1975.
The Cost of Living se séparent en 1990, mais Matthew et Daniel forment un autre groupe, Because Because Because, avec 2 autres musiciens. Cette aventure se révèle infructueuse et le groupe se sépare rapidement, malgré l'enregistrement d'une démo, jamais éditée, pour le label Stickboy qui sortira en 1994 le premier disque de Nada Surf, le vinyle 2-titres The Plan/Telescope.
Hilary, la sœur aînée de Matthew, officiait comme DJ sur la radio de son campus. C'est ainsi qu'elle a influencé les goûts musicaux de son petit frère, qui lui empruntait quelques disques issus de son impressionnante collection, et les cassettes de ses émissions. D'ailleurs, Matthew rejoindra le projet initié par Hilary et son compagnon Jonathan, The Silly Pillows, pour quelques collaborations.